# Fernando Bonatti
Pour les articles homonymes, voir Bonatti.
Fernando Bonatti est un gymnaste artistique italien né le 26 août 1894 à Sampierdarena et mort le 14 octobre 1974 à Gênes. 

## Biographie
Fernando Bonatti remporte avec l'équipe d'Italie de gymnastique la médaille d'or au concours général par équipes aux Jeux olympiques d'été de 1920 à Anvers. 